# Мирча I Старый
Мирча I Старый (рум. Mircea cel Bătrân; 1355—1418) — валашский воевода, а затем — господарь Валахии (1386—1395, 1396—1418).
Мирча Великий, как его называют протохронически, является фундаментальной исторической фигурой в истории Валахии. Мирча был поставлен как валашский воевода царем Ионном Шишманом, убившим Дана I в 1386 году. Мирча остался на всю оставшуюся жизнь верный тырновскому царю, за что Баязид I и его сербские воеводы во главе с Марко Кралевич, Константин Драгаш, Стефан Лазаревич и Константин Балшич выступили против него в поход. Мирча оказал ужасное сопротивление в битве при Арджеше (битва при Ровине), которая де-факто установила независимость Валахии (как правопреемник Тырновского царства). Однако в конце жизни он был вынужден признать себя османским вассалом. Один из вероятных прототипов известного в фольклоре Раду Негру. 

### Титул
Титул его самодержец, великий воевода и господин (господарь?) Угровлахии, Фэгэраш, земли до татарских стран, Нижнедунайской низменности до Чёрного моря и Дристра: 
Азъ иже въ Христа Бога благовѣрнии и христѡлюбивии и самодръжавни Іѡ Мирча, великыи воевода и господинь, ѡбладаѫщоу ми и господствѡщоу ми въсеи земи Угровлахіи и запланинскым еще же и кѫ татарскым странам и ѡбапол по въсемоу подоунавиоу даже и до великаго морѣ, и милостиѫ божіеѫ и Дръстроу градоу влад(а)лец.

## Биография
Мирча родился в аристократической семье, его отцом был воевода Раду I, а матерью — Калиница, также происходившая из знатной фамилии. С 1386 года он становится правителем княжества Валахия.
Проводил активную политическую и экономическую деятельность, направленную на укрепление позиций его государства. В годы правления Мирчи Старого Княжество Валахия достигла своего наибольшего расширения; её границы проходили по реке Олт на севере, по Дунаю на юге, и от дунайского кламма (Железных ворот) на западе — до Чёрного моря на востоке. Он сумел значительно увеличить доходы страны. Мирча подтвердил привилегии, дарованные его предшественниками городу Брашов, а также создал благоприятные условия для деятельности в Валахии купцов из Речи Посполитой. Благодаря всему этому Мирча Старый сумел увеличить и лучше оснастить своё войско, укрепить дунайские крепости. Поддерживал деятельность православной церкви.
В своей внешней политике Мирча Старый руководствовался в первую очередь предупреждением турецкой опасности и в связи с этим заключал политические союзы с христианскими государями Европы. Так, при посредничестве государя Молдовы Петра Мушата, Мирча Старый заключает в 1389 году договор о взаимопомощи с королём Польши Владиславом Ягайло. Этот пакт был продлён в 1404 и 1410 годах. Он находился также в союзных и дружеских отношениях с императором Священной Римской империи и королём Венгрии Сигизмундом Люксембургом.

Так как Мирча Старый поддерживал сопротивление болгар и греков южнее Дуная турецкому нашествию, в 1394 году турецкая армия численностью в 40 тысяч воинов под предводительством султана Баязида I, сопровождаемая вассальными отрядами из Сербии, перешла Дунай и вторглась в Валахию. Мирча Старый во главе своего 10-тысячного войска не мог противостоять много превосходящим силам противника, и развязал в своей стране партизанскую войну против захватчиков, действуя из засад, уничтожая тылы и фуражиров противника, стараясь вызвать голод в турецкой армии. 10 октября 1394 года (по другим сведениям — 17 мая 1395 года) произошла решающая битва при Ровине, после которой туркам пришлось покинуть Валахию. После этого Мирча Старый, при помощи короля Сигизмунда, сумел обезвредить турецкого ставленника на престол Валахии Влада. 

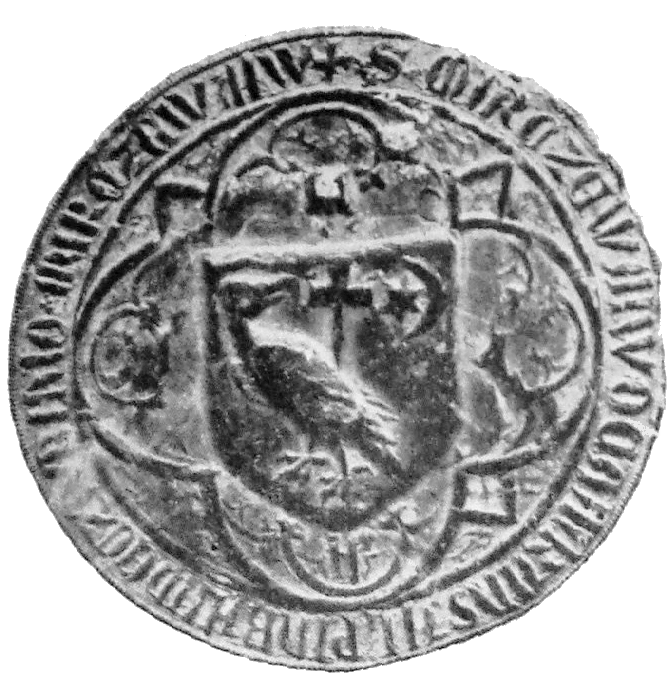
Печать Мирчи I Старого (1390)

В 1396 Мирча Старый участвует на стороне венгров в крестовом походе против турок, закончившемся поражением крестоносцев 25 сентября под болгарским городом Никополь. В 1397 и 1400 годах Мирча успешно отбивал набеги турок на свою страну. После разгрома турок войсками Тамерлана в 1402 году в битве при Ангоре в Османском государстве начинается период междоусобиц и борьбы за власть. Мирча совместно с венграми используют его для организации нового крестового похода против османов. В 1404 году он возвращает в состав Валахии Добруджу. Мирча также вмешивается в борьбу претендентов на султанский престол и поддерживает в ней Мусу, на некоторое время сумевшего стать султаном.

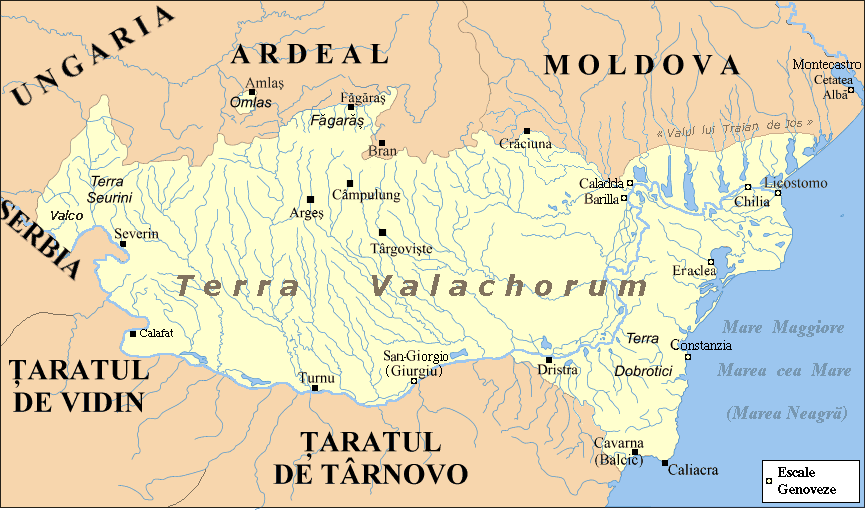
Валахия в правление Мирчи Старого (1406)

Мирча Старый был известным покровителем искусств, занимался строительством (в частности, по его указанию было сооружено монументальное здание монастыря Козия, созданного по образцу Крушавецского собора в Сербии). В конце своего правления Мирча Старый был вынужден подписать с турками договор, по которому те признавали независимость Валахии за выплату им ежегодно 3 тысяч золотых.
Именем Мирчи Старого (Mircea) назван учебный парусный корабль румынских ВМС.

## Образ в искусстве
В 1989 году в Румынии был снят исторический фильм «Мирча», повествующий о жизни Мирчи I Старого. Кроме того, в фильме показан его внук Влад в детстве (будущий господарь Валахии Влад III Цепеш), хотя в действительности тот родился после смерти деда. В СССР этот фильм вышел под названием «Благородное наследие».